# Jairo Martínez
Jairo Manfredo Martínez Puerto (14 de maio de 1978) é um ex-futebolista profissional hondurenho que atuava como atacante.

## Carreira
Jairo Martínez fez parte do elenco da Seleção Hondurenha de Futebol nas Olimpíadas de 2000.